# Gruber-Preis für Genetik
Der Gruber-Preis für Genetik (Gruber Genetics Prize) ist ein seit 2001 von der Peter and Patricia Gruber Foundation mit Sitz auf Saint Thomas vergebener Wissenschaftspreis auf dem Gebiet der Genetik. Es sollen bahnbrechende Entdeckungen auf dem gesamten Gebiet der Genetik gewürdigt werden.
Der Preis ist – wie die anderen Gruber-Preise auch – mit 500.000 US-Dollar dotiert, die dem Preisträger zur freien Verfügung stehen. Die Preisträger erhalten zusätzlich eine Goldmedaille, in die ihr Name und die gewürdigte Forschungsleistung eingraviert sind.

## Preisträger
- 2001 Rudolf Jaenisch
- 2002 H. Robert Horvitz (Nobelpreis für Medizin 2002)
- 2003 David Botstein
- 2004 Mary-Claire King
- 2005 Robert Hugh Waterston
- 2006 Elizabeth H. Blackburn (Nobelpreis für Medizin 2007)
- 2007 Maynard Olson
- 2008 Allan C. Spradling
- 2009 Janet Davison Rowley
- 2010 Gerald Fink
- 2011 Ronald W. Davis
- 2012 Douglas C. Wallace
- 2013 Svante Pääbo (Nobelpreis für Medizin 2022)
- 2014 Victor Ambros (Nobelpreis für Medizin 2024), David Baulcombe, Gary Ruvkun (Nobelpreis für Medizin 2024)
- 2015 Emmanuelle Charpentier (Nobelpreis für Chemie 2020), Jennifer Doudna (Nobelpreis für Chemie 2020)
- 2016 Michael Grunstein, C. David Allis
- 2017 Stephen J. Elledge
- 2018 Joanne Chory, Elliot Meyerowitz
- 2019 Bert Vogelstein
- 2020 Bonnie Bassler
- 2021 Stuart H. Orkin
- 2022 Ruth Lehmann, James Priess, Geraldine Seydoux
- 2023 Allan Jacobson, Lynne E. Maquat
- 2024 Hugo J. Bellen
- 2025 Rotem Sorek